# 郭璜
郭璜（1世紀—92年），东汉外戚，汉光武帝皇后郭圣通的侄子，父亲郭况。
建武二十八年（52年），郭圣通去世。光武帝命郭璜尚淯阳公主刘礼刘，以郭璜为郎。汉明帝永平二年（59年），郭况卒，郭璜嗣爵阳安侯。元和三年（86年），汉章帝北巡狩，经过真定，会見诸郭，郭氏族人朝见上寿，倡饮甚欢。以太牢祭祀郭璜的祖母郭主之墓，赐粟万斛，钱五十万。永元初年，郭璜为长乐少府，子郭举为侍中，兼射声校尉。永元四年（92年），大将军窦宪被诛，郭举是窦宪的女婿参与谋逆，郭璜、郭举父子都下狱而死，家属流放合浦，宗族担任郎吏之人全部免官。